# Scuole residenziali indiane

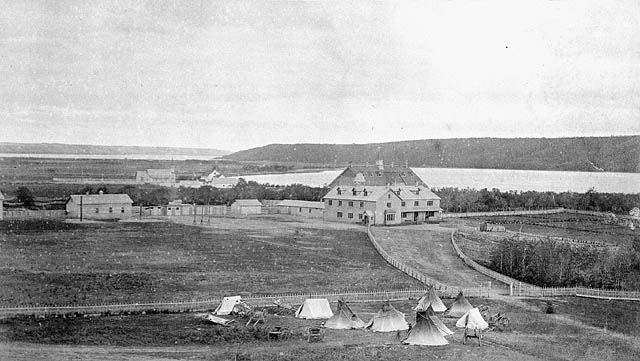
Qu'Appelle Indian Industrial School, nella località di Lebret, District of Assiniboia (odierno Saskatchewan), ca. 1885. Genitori di bimbi indigeni accampati fuori dal cancello della scuola per visitare i loro figli. Era loro proibito togliere i figli dalle scuole residenziali.

In Canada, le scuole residenziali furono una rete di collegi per gli indigeni canadesi, Prime nazioni o "Indiani", Métis e Inuit. 

## Storia
Furono fondate dalla struttura governativa canadese Indigenous and Northern Affairs Canada e amministrate prevalentemente dalla Chiesa cattolica in Canada (60%), ma anche dalla Chiesa anglicana del Canada (30%) e dalla Chiesa unita del Canada, inclusiva della propria (pre-1925) chiesa costituente, (10%).  La prassi era sequestrare i figli dall'influenza delle loro famiglie e della loro cultura, convertirli al cristianesimo e farli assimilare nella cultura canadese dominante. 
Nel corso dell'esistenza del sistema, circa il 30% dei bambini indigeni, ovvero circa 150.000, vennero collocati nelle scuole residenziali a livello nazionale.
Nel 1907 il quotidiano Montreal Star riportò che il 42% dei bambini che frequentavano scuole residenziali moriva prima dei 16 anni definendo la situazione una "vergogna nazionale". Queste politiche di percorso scolastico collegiale continuarono per buona parte del XX secolo.
Vi è stata una lunga e significativa polemica storiografica e popolare per le condizioni degli studenti nelle scuole residenziali. Uno dei più noti anticipatori dei fatti fu Peter Bryce, un medico, scrittore e whistleblower canadese, funzionario del dipartimento della Salute dell'Ontario, in Canada. Nel 1922 pubblicò un libro, ora famoso, intitolato The Story of a National Crime: Being a Record of the Health Conditions of the Indians of Canada from 1904 to 1921, che espose il genocidio perpetrato ai danni dei nativi canadesi.
Anche se le scuole diurne per i bambini delle Prime Nazioni, Metis e Inuit furono sempre di gran lunga più numerose delle scuole residenziali, un nuovo consenso emerse nei primi anni del XXI secolo sul fatto che queste ultime, a partire dalla loro istituzione fino alla seconda metà del XX secolo (negli '70 vi furono numerose proteste e manifestazioni pubbliche che portarono i fatti a una più vasta platea), causarono danni significativi ai bambini che le frequentavano, rimuovendoli dalle loro famiglie, privandoli delle loro lingue ancestrali, sottoponendoli alla sterilizzazione ed esponendo molti di loro ad abusi giunti fino ad abusi sessuali pedofili da parte dei membri dello staff e di altri studenti, nella prospettiva di una emancipazione (enfranchising) forzata. Nelle testimonianze raccolte dalle commissioni di indagine canadesi sul genocidio, emerge come i sacerdoti delle scuole a volte violentavano e mettevano incinte le bambine indigene; i neonati venivano poi portati via dalle loro giovani madri e ammazzati. In alcuni casi i loro corpi venivano gettati nelle fornaci.
L'11 giugno 2008 il primo ministro Stephen Harper, per conto del governo del Canada e dei leader degli altri partiti federali nella Camera dei comuni, si scusò pubblicamente. Nove giorni prima era stata istituita la Commissione verità e riconciliazione per le scuole residenziali indiane, per scoprire la verità sui fatti. La Commissione ha raccolto le dichiarazioni degli ex allievi attraverso incontri istruzionali pubblici e privati a vari eventi locali, regionali e nazionali di tutto il Canada. La commissione di indagine statale - durata sei anni, ascoltando anche 6.750 testimoni - nel 2015 concludeva che tale sistema scolastico fu una forma di "genocidio culturale".
Sette eventi nazionali tenutesi tra 2008-2013 hanno commemorato l'esperienza degli ex studenti delle scuole residenziali. Nel 2013, per consapevolizzare ed educare i cittadini sul sistema delle scuole residenziali è stata istituita la Giornata della verità e della riconciliazione, divenuta festività nazionale nel 2021.
Tra il 1863 e il 1998, 150.000 mila bambini furono strappati alle famiglie delle tribù dei nativi dal governo canadese e chiusi in speciali “scuole residenziali” per cancellare ogni traccia delle loro tradizioni, costringendoli ad accettare la civiltà e la religione occidentale. Si ritiene che, abusati e denutriti, molti siano morti di stenti. A fine maggio 2021 sarebbero stati individuati i resti di 215 corpi nell'area di una delle scuole residenziali, utilizzando radar a penetrazione del suolo, ma allo stato attuale nessun corpo è stato effettivamente ritrovato e sono state ipotizzate anomalie del suolo causate da movimenti delle radici, che avrebbero falsato i risultati strumentali. 
Nel suo saggio "Le Scuole Residenziali Indiane. Le tombe senza nome e le scuse di Papa Francesco", l'antropologa Raffaella Milandri, giornalista, scrittrice e attivista per i diritti umani dei popoli indigeni, oltre che studiosa ed esperta di storia e attualità dei Nativi Americani, ha scritto che si ritiene che "i rilevamenti con il GPR siano fondati e che la questione del ritrovamento delle spoglie fisiche degli studenti sia solo un problema di tempo".
Successive analisi e ricerche confermeranno comunque il ritrovamento di oltre 750 tombe anonime presso le ex-scuole residenziali cattoliche nel Saskatchewan e altri ritrovamenti continuano a succedersi in varie parti del Canada; Terry Clark, professore associato della University of Saskatchewan, impegnato nelle ricerche, ha detto inoltre che ci sono sempre state prove sufficienti dei resti e che sicuramente ci sono molte altre tombe anonime nella zona. Le indagini governative stimano che il numero di bambini uccisi fu di almeno di 4.100 ma forse, stante la difficoltà di indagine e il tempo intercorso, potrebbe superare i 10.000, per la maggior parte dei quali non sarà comunque possibile rinvenire i resti; secondo le testimonianze, a volte i bambini erano anche obbligati a scavare le tombe per i compagni deceduti.
Kevin Annett, in precedenza sacerdote della Chiesa Unita del Canada, ha scritto due libri sugli abusi e le stragi dei nativi canadesi nelle scuole residenziali cristiane.
Nel 2022, in Canada, verranno rifiutate le scuse di Papa Francesco - ritenute insufficienti, oltre che senza accenni agli abusi sessuali sui bambini - per il genocidio umano ed etnico nelle scuole residenziali indiane. I leader delle associazioni per i diritti dei nativi canadesi hanno chiesto alla Chiesa Cattolica, oltre ad un risarcimento economico, anche i registri scolastici relativi, i manufatti dei bambini e l’annullamento della "dottrina della scoperta".

### Riferimenti
1. ↑   Copia archiviata, su oblatesinthewest.library.ualberta.ca. URL consultato il 28 giugno 2016 (archiviato dall'url originale il 28 dicembre 2016).
2. ↑  Canada-indigeni-storia - il Post | URL consultato il 20 febbraio 2024, Archivio; Canada mass graves residental school - N.Y.Times| URL consultato il 26 febbraio 2024, Archivio.)
3. ↑   Honouring the Truth, Reconciling for the Future, Truth and Reconciliation Commission of Canada, May 2015.
4. ↑   Copia archiviata (PDF), su med.uottawa.ca. URL consultato il 28 giugno 2016 (archiviato dall'url originale il 3 dicembre 2015).
5. ↑  Canada mass graves residental school - N.Y.Times| URL consultato il 26 febbraio 2024, Archivio.
6. ↑   CTV News, Harper apologizes for residential school abuse, CTV, 11 giugno 2008. URL consultato il 17 maggio 2016 (archiviato dall'url originale il 9 luglio 2008).
7. ↑  Francesco-e-il-genocidio-culturale-in-canada - saluteinternazionale | URL consultato il 20 febbraio 2024, Archivio; Canada mass graves residental school - N.Y.Times| URL consultato il 26 febbraio 2024, Archivio; Canada-indigeni-storia - il Post | URL consultato il 20 febbraio 2024, Archivio.
8. ↑   La vergogna del Canada: "Ecco le fosse comuni dei bimbi indigeni", su la Repubblica, 29 maggio 2021. URL consultato il 29 maggio 2021.
9. ↑   Nessun resto di tombe dalle scuole residenziali in Canada, su iltimone.org. URL consultato il 24 settembre 2023.
10. ↑  Milandri, posiz.Kindle 2898.
11. ↑  more-potential-unmarked-graves-uncovered-at-former-canada-indian-residential-school | URL consultato il 28 febbraio 2024, Archivio; first-nation-says-40-unmarked-graves-found-around-former-residential-school | URL consultato il 28 febbraio 2024, Archive; Horrible History’: Mass Grave of Indigenous ChildrenReported in Canada | URL consultato il 28 febbraio 2024, Archive; canada-residential-schools-unmarked-graves-indigenous-children | URL consultato il 28 febbraio 2024, Archivio; Francesco-e-il-genocidio-culturale-in-canada - saluteinternazionale | URL consultato il 20 febbraio 2024, Archivio.
12. ↑  Il-vaticano-ripudia-la-dottrina-della-scoperta-che-ha-giustificato-il-colonialismo-europeo Transform Italia | URL consultato il 26 febbraio 2024, Archivio;Canada mass graves residental school - N.Y.Times| URL consultato il 26 febbraio 2024, Archivio; canada-residential-schools-unmarked-graves-indigenous-children | URL consultato il 28 febbraio 2024, Archivio.
13. ↑   Nessun resto di tombe dalle scuole residenziali in Canada, su canadiangenocide.nativeweb.org. URL consultato il 27 dicembre 2023.
14. ↑  abusi_pedofilia_papa_francesco_indiani_viaggio_canada_cosa_è_successo - Il Messaggero | URL consultato il 20 febbraio 2024, Archivio; Francesco-e-il-genocidio-culturale-in-canada - saluteinternazionale | URL consultato il 20 febbraio 2024, Archivio; Il-vaticano-ripudia-la-dottrina-della-scoperta-che-ha-giustificato-il-colonialismo-europeo Transform Italia | URL consultato il 26 febbraio 2024,Archivio.